# Memphis 901 FC
Memphis 901 FC foi uma equipe americana de futebol profissional baseada em Memphis, Tennessee . Fundada em 2018, a equipe fez sua estreia na USL Championship em 2019.

## Estádio
O clube jogava no terreno do AutoZone Park, um estádio de beisebol que também abriga o Memphis Redbirds da Pacific Coast League .

## Propriedade
O clube pertencia a Peter Freund, principal proprietário da Trinity Sports Holdings, Craig Unger e ao ex-goleiro da Seleção dos Estados Unidos, Tim Howard . O portfólio da Trinity Sports Holdings inclui os clubes de beisebol da liga menor Memphis Redbirds, o Charleston RiverDogs e o Williamsport Crosscutters . Unger também atuava como presidente, gerente geral e proprietário parcial dos Redbirds. O consórcio comprou também uma participação maioritária no clube de futebol inglês de quinta divisão, o Dagenham & Redbridge FC. .

## Estatísticas

### Participações
|  | Participações em 2020 |

| Competição     | Competição               | Temporadas | Melhor campanha    | Estreia | Última | P | R |
| Estados Unidos | Lamar Hunt U.S. Open Cup | 2          | Quarta Fase (2019) | 2019    | 2020   |   | – |